# Johann Gottfried Piefke
Johann Gottfried Piefke Nacido el 9 de septiembre de 1815 en Schwerin an der Warthe (actualmente Skwierzyna, Polonia); † 25 de enero de 1884 en Fráncfort del Oder) fue maestro de capilla (en alemán; Kapellmeister) y compositor de música militar.
Piefke es uno de los principales autores de la música militar prusiana, compuso las famosas marchas "Königgrätzer" y "Preußens Gloria" (Gloria de Prusia). Piefke es también el epónimo que usan los austriacos para referirse despectivamente a los alemanes.

## Vida y obra
Piefke nació en 1815, hijo del organista y músico Johann Piefke y de su madre Dorothea. El 8 de mayo de 1835 se unió al ejército prusiano como músico que tocaba el Oboe en Regimiento de Granaderos N º 8, en Frankfurt (Oder). En 1838 se fue al Conservatorio de música de Berlín. Allí tuvo un romance con la princesa de Trachenberg. 

## Epónimo
El sobrenombre "Piefke" se debe a que el músico prusiano compuso la marcha "Königgrätzer" como conmemoraración de la batalla de Königgrätz, en la que los prusianos derrotaron a los austriacos en 1866. Un triunfo que en 1871 llevó a la fundación del Imperio Alemán.
El sobrenombre simboliza todas las características negativas que se atribuían a los prusianos. "Piefke" en Austria denota a una persona arrogante, avara y que se cree superior. En los años '90 el autor austriaco Felix Mitterer creó la serie de televisión llamada la "Saga Piefke" (en alemán Die Piefke-Saga) donde se representa la burguesía alemana.